# Sako (plaats)
Sako is een bestuurslaag in het regentschap Banyuasin van de provincie Zuid-Sumatra, Indonesië. Sako telt 1985 inwoners (volkstelling 2010).